# Danny Szetela
Danny Szetela (Passaic, 7 de junho de 1987) é um futebolista profissional estado-unidense. normalmente atua como meia. 

## Carreira

### Categorias de base
Szetela começou a se destacar como futebolista na Copa do Mundo sub-17 realizada no ano de 2003, na Finlândia. Ele teve propostas do Everton e Manchester City, ambos da Inglaterra para sair do seu atual clube, no entanto, preferiu ficar.
Infelizmente, o desejo de Szetela jogar em sua cidade natal não foi possível, por isso, Danny acabou indo jogar no Columbus Crew, de Columbus.
Em 2005, sua carreira se mostrou muito promissora, apesar dele não ter marcado gols (golos). Já em 2006, Szetela foi perseguido pelas lesões e apenas jogou quatro partidas.
No Mundial Sub-20 2007, Danny marcou três gols (golos), tendo sua fama aumentada pelo mundo.

### Carreira profissional
Conforme o Columbus Crew, Szetela já teve interesse de diversos clubes europeus. Em 2007, após grande atuação no Mundial Sub-20, Szetela foi contratado pelo Racing Santander. Após não ter oportunidades no clube espanhol, ele foi emprestado ao Brescia Calcio, da Itália.
Szetela assinou contrato com o New York Cosmos em 1 de julho de 2013.